# Mansfield Woodhouse
Mansfield Woodhouse is een plaats en civil parish in het bestuurlijke gebied Mansfield, in het Engelse graafschap Nottinghamshire.

## Geboren in Mansfield Woodhouse
- John Ogdon (1937-1989), componist en pianist